# 포뇨

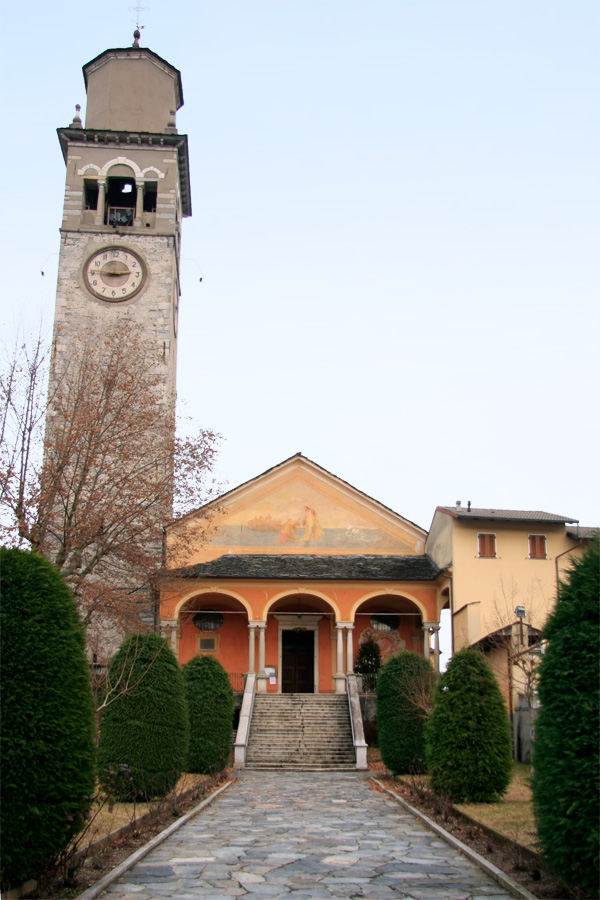

포뇨(Pogno)는 이탈리아 피에몬테주 노바라도의 코무네이다.